# 31377 Kleinwort
31377 Kleinwort este un asteroid din centura principală de asteroizi.

## Descriere
31377 Kleinwort este un asteroid din centura principală de asteroizi. A fost descoperit pe 14 decembrie 1998 la Socorro, New Mexico, în cadrul proiectului LINEAR. Asteroidul prezintă o orbită caracterizată de o semiaxă mare de 2,30 ua, o excentricitate de 0,14 și o înclinație de 5,5° în raport cu ecliptica.